# Galba
Galba, Servius Sulpicius Galba, oficjalna tytulatura cesarska Servius Galba Imperator Caesar Augustus (ur. 24 grudnia 3 p.n.e. w Terracinie, zm. 15 stycznia 69 w Rzymie) – cesarz rzymski od 9 czerwca 68 roku do swojej śmierci. Jego panowanie zapoczątkowało rok czterech cesarzy.

## Życiorys
Poprzez swego dziadka ze strony ojca („znakomitszego za sprawą swego wykształcenia niż rangi – jako że nie przekroczył statusu pretora”, „opublikował obszerną i skrupulatną historię” – Swetoniusz, który przewidział jego drogę do objęcia rządów), pochodził od Serwiusza Sulpicjusza Galby (pretor w 54 p.n.e.). Ojciec Galby zdobył urząd konsula i chociaż był niski, garbaty i przeciętnie przemawiał, uchodził za pracowitego obrońcę w adwokaturze. Matką przyszłego władcy była Mummia Achaika, wnuczka Katulusa Kapitolińskiego i prawnuczka Lucjusza Mummiusza Achaikusa, która zmarła krótko po urodzeniu Galby. Rodzice Galby mieli jeszcze tylko jedno dziecko, starszego syna zwanego Gajuszem, który opuścił Rzym po roztrwonieniu większej części swego majątku i popełnił samobójstwo, ponieważ Tyberiusz nie pozwoliłby mu wziąć udziału w przydziale prowincji w jego roku. Po kolejnym ślubie ojca z Liwią Ocelliną, Galba został adoptowany przez macochę i przyjął jej imiona, stając się Lucjuszem Liwiuszem Ocellą, zanim objął władzę cesarską.
Pierwszą i jedyną żoną poślubioną przypuszczalnie po 21 r., była Emilia Lepida (Aemilia Lepida), z którą miał dwóch synów (zmarłych przed objęciem władzy cesarskiej), a która najpewniej również zmarła przed rokiem 68.
Pochodził ze szlacheckiego rodu i był bardzo bogatym człowiekiem, jednak zarówno poprzez urodzenie, jak i adopcję, nie był powiązany z żadnym z sześciu pierwszych cesarzy. We wczesnych latach wykazywał nadzwyczajne predyspozycje, toteż August i Tyberiusz przepowiadali jego przyszłą sławę.
W 20 r. stał się pretorem, w 33 r. zaś konsulem. Zyskał dobrą opinię zarządzając w takich prowincjach jak: Akwitania, Germania Superior (Germania Górna), Africa Proconsularis oraz Hispania Tarraconensis, z powodu zdolności wojskowych, stanowczości oraz bezstronności. Po śmierci Kaliguli odmówił namowom przyjaciół do pokuszenia się o urząd cesarza, lojalnie służąc Klaudiuszowi. Przez pierwszą połowę rządów Nerona żył na emeryturze, aż do roku 61, kiedy to władca Rzymu zlecił mu kierowanie prowincją Hispania Tarraconensis.
Wiosną 68 r. Galba został poinformowany, że Neron planuje go wyeliminować; dowiedział się także o powstaniu Windeksa w Galii. Początkowo był skłonny pójść za przykładem dowódcy nadreńskich wojsk, ale porażka i śmierć galijskiego zarządcy wznowiły jego wahania. Zapał Galby ożywiła jednak wieść, że poparcia udzielił mu prefekt pretorianów Nimfidiusz Sabinus. Do tego momentu ośmielał się jedynie nazywać się legatem senatu i ludu rzymskiego, ale po samobójstwie Nerona przyjął tytuł cezara i odbył marsz na Rzym.
Po śmierci Nerona Nimfidiusz Sabinus usiłował w Rzymie przejąć władzę przed przyjazdem Galby; nie mógł jednak pozyskać lojalności gwardii pretoriańskiej i został zabity. 

### Jako cesarz
Po przybyciu do miasta w październiku 68 roku kazał stracić niektórych wyzwoleńców Nerona. Najistotniejszy problem, z jakim zetknął się Galba podczas swoich krótkich rządów, związany był z przywróceniem państwowych finansów. Władca podejmował wiele niepopularnych decyzji, spośród których najbardziej niebezpieczną była odmowa wypłacenia pretorianom nagród pieniężnych, jakie były im w jego imieniu obiecane. Cesarz gardził poglądem, jakoby żołnierze powinni otrzymywać „łapówki” za lojalność. Oburzał pospólstwo swoim skąpstwem i niechęcią wobec przepychu. Zaawansowany wiek stłumił energię władcy, który znalazł się całkowicie pod kontrolą ulubieńców. Trzej z nich – Tytus Winiusz (przyjaciel cezara od czasu piastowania urzędu konsula), Korneliusz Laco (dowódca gwardii pretorianów) oraz wyzwoleniec Galby, Icelus Marcjanusz – mogli kontrolować władcę. Z powodu wielkiego wpływu na cesarza byli oni nazywani „trzema pedagogami”. Wszystko to wywoływało wzrost niechęci społecznej do Galby.
1 stycznia 69 r. dwa legiony w Germania Superior odmówiły przysięgi lojalności wobec władcy i przewróciły jego pomniki, żądając wybrania nowego cesarza. Następnego dnia sprzeciwili się również żołnierze w Germania Inferior – postanowili oni sami zdecydować, kto zasiądzie na tronie i okrzyknęli cezarem zarządcę swojej prowincji, Witeliusza. Wskutek wybuchu rewolty Galba uświadomił sobie, jak zła jest opinia o jego rządach oraz jak wysoki stopień społecznego niezadowolenia. W celu powstrzymania rosnącej burzy, zaadoptował swego koadiutora i spadkobiercę, Lucjusza Kalpurniusza Pizona. Ludność uznała wybór następcy za przejaw strachu, a wzburzenie pretorian wywołał brak zwyczajowej donacji.
Marek Salwiusz Oton, dawniejszy zarządca Luzytanii i jeden z najwcześniejszych zwolenników Galby, rozczarowany tym, że to nie on, lecz Pizon objął miano następcy władcy, nawiązał kontakt z pretorianami, którzy obrali go swoim cesarzem. Galba, który natychmiast udał się na spotkanie z buntownikami (był tak słaby, że musiał być trzymany w lektyce), napotkał oddział jazdy i został zamordowany niedaleko jeziorka Kurcjusza (Lacus Curtius). Pizona zabito wkrótce potem. Jak podaje Plutarch, w swoich ostatnich chwilach cesarz Galba miał nadstawić szyję i rzec: „Uderzcie, jeśli będzie to z pożytkiem dla Rzymian!”.
Łącznie zabicie Galby zadeklarowało ok. 120 osób, pragnących zyskać przychylność Otona i mających nadzieję na nagrodę. Lista ich imion została spisana i trafiła w ręce Witeliusza, gdy przejął on władzę po Otonie. Wszyscy znajdujący się na niej zostali zgładzeni.
Podczas późnego etapu swoich rządów na prowincji Galba był niedołężny i apatyczny, ale było to spowodowane zarówno upływem czasu, jak i chęcią, by nie przyciągać na siebie uwagi Nerona. Jak pisze Tacyt, wszyscy ogłosiliby go godnym cesarstwa, gdyby nigdy nie był cesarzem („omnium consensu capax imperii nisi imperasset”).